# Арапов, Константин Устинович
Константин Устинович Арапов (1831—1916) — русский военный деятель, генерал-адъютант (1908), генерал от кавалерии (1904). Брат Н. У. Арапова.

## Биография
Родился 29 марта (10 апреля) 1831 года в семье генерал-майора У. И. Арапова, получил домашнее образование. В службу вступил 8 апреля 1849 года и определён в Кирасирский Его Величества лейб-гвардии полк. В 1851 году произведён в корнеты гвардии.
С 1854 года участвовал в Крымской войне. В 1859 году произведён в штаб-ротмистры, в 1862 году в ротмистры. В 1868 году назначен флигель-адъютантом. В 1872 году «за отличие» произведён в полковники. В 1874 году назначен командиром Кирасирского Её Величества лейб-гвардии полка.
С 1881 года был управляющим Петергофским дворцовым управлением; в 1883 году назначен заведующим Императорскими Петергофскими дворцами, садами и парками, произведён в генерал-майоры с зачислением в Свиту Его Императорского Величества. С 1885 года состоял в распоряжении к Штабу Войск гвардии и Санкт-Петербургскому военному округу.
С 1892 года почётный опекун Опекунского совета Ведомства учреждений императрицы Марии Фёдоровны. В 1893 году произведён в генерал-лейтенанты; с ноября 1893 года — управляющий больницей Всех Скорбящих. 
В 1904 году был произведён в генералы от кавалерии; в 1908 году назначен генерал-адъютантом.
Умер 28 августа (10 сентября) 1916 года в Петрограде.

## Награды
- Орден Святого Станислава 3-й степени с мечами (1857)
- Орден Святой Анны 3-й степени (1861)
- Орден Святого Станислава 2-й степени Императорской короной (1867)
- Орден Святой Анны 2-й степени (1869)
- Орден Святого Владимира 4-й степени (1872)
- Орден Святого Владимира 3-й степени (1875)
- Орден Святого Станислава 1-й степени (1880)
- Орден Святой Анны 1-й степени (1883)
- Орден Святого Владимира 2-й степени (1888)
- Орден Белого орла (1896)
- Орден Святого Александра Невского (1899; Бриллиантовые знаки — 1901)
- Орден Святого Владимира 1-й степени (1906)